# Contact Point
Der Contact Point ist eine kleine und felsige Landspitze am nördlichen Ende der Trinity-Halbinsel im Grahamland der Antarktischen Halbinsel. Er liegt unmittelbar westlich des Sheppard Point am Nordufer der Hope Bay.
Teilnehmer der Schwedischen Antarktisexpedition (1901–1903) unter der Leitung Otto Nordenskjölds kartierten die Landspitze als Erste. Vermessen wurde sie dagegen erst 1955 durch den Falkland Islands Dependencies Survey, der auch die Benennung vornahm. Benannt ist die Landspitze nach den granitische Gesteinsvarietäten aus Grauwacke, Tuff und Diorit, die hier sichtbar in Erscheinung treten und entscheidende Erkenntnisse über die Geologie der Tabarin-Halbinsel lieferten.